# محمدرضا هدایتی
محمّدرضا هدایتی (زادهٔ ۲۴ اردیبهشت ۱۳۵۲) بازیگر سینما، تلویزیون و تئاتر، صداپیشه و خوانندهٔ اهل ایران است. او بیشتر به دلیل نقش‌های کمدی در سریال‌های تلویزیونی به کارگردانی مهران مدیری شهرت پیدا کرده است. وی پیش از آنکه به شهرت برسد، در عرصهٔ تئاتر بسیار فعال بوده است.

## زندگی
او زادهٔ شهرستان زابل، سیستان و بلوچستان است و که در کوچهٔ طالقانی ۱۳ شهر، زندگی و در خانهٔ فردی به نام داوود، دامنگیری می‌کرد. وی از دوران کودکی به تئاتر روی آورده است.

### آلبوم‌های استودیویی
- برگ و باد (۱۳۸۷) (خواننده)
- ماه می‌خنده (۱۳۹۱) (خواننده و آهنگساز) (رسمی)

### تک آهنگ‌ها
- من دیوانه نیستم[۴]
- دنیا کوچیکه
- مشتاق
- سایه
- سیستانی
- تو خونسران (طاهری)
- بارونی
- تو باشی
- بریم زیره بارون
- الههٔ نازم (به همراه پژمان جمشیدی)
- ساعت خواب (به همراهی رشید رفیعی)
- دلم بیقراره
- کاشکی زمستون نبودم
- روزای دلتنگی
- آخرین ستاره (به همراه پژمان جمشیدی)
- تو از من سیری
- دلبسته
- چه دردی
- عطر تو
- فصل بهار

## ممنوعیت فعالیت در فضای مجازی
بانی فیلم، وب‌سایت خبری سینمای ایران در روز ۷ آذر ۱۴۰۱ نوشت: به گزارش رسیده، محمدرضا هدایتی، بازیگر سینما و تلویزیون، روز گذشته پس از دریافت احضاریه به دلیل برخی از فعالیت‌هایش در فضای مجازی، در دادسرای اوین حضور پیدا کرد و پس از تفهیم اتهام، به قید وثیقه آزاد شد. بر این اساس، بازپرس پرونده، حکم ممنوعیت فعالیت در فضای مجازی را به مدت یک‌سال به وی ابلاغ کرده است.

## فیلم‌شناسی

### مجموعه‌های تلویزیونی
| سال       | نام                | کارگردان                      | نقش                 | شبکه   |
| --------- | ------------------ | ----------------------------- | ------------------- | ------ |
| ۱۴۰۵–۱۳۹۸ | سلمان فارسی        | داوود میر باقری               | تاجر هندی           | شبکه ۳ |
| ۱۴۰۳–۱۴۰۴ | قول مردونه         | قربان‌علی طاهرفر               |                     | شبکه ۳ |
| ۱۳۹۹      | آخر خط             | علیرضا مسعودی                 | سرهنگ بهرام خسروی   | شبکه ۳ |
| ۱۳۹۷      | آرماندو            | احسان عبدی‌پور                 | ___                 | شبکه ۱ |
| ۱۳۹۶–۹۷   | رهایم نکن          | محمدمهدی عسگرپور              | جهان تولایی         | شبکه ۳ |
| ۱۳۹۴      | در حاشیه           | مهران مدیری                   | صولت                | شبکه ۳ |
| ۱۳۹۴      | کلاه‌قرمزی ۹۴       | ایرج طهماسب                   | صدای پیشهٔ پسرعمه زا | شبکه ۲ |
| ۱۳۹۳      | کلاه‌قرمزی ۹۳       | ایرج طهماسب                   | صدای پیشهٔ پسرعمه زا | شبکه ۲ |
| ۱۳۹۲      | کلاه‌قرمزی ۹۲       | ایرج طهماسب                   | صدای پیشهٔ پسرعمه زا | شبکه ۲ |
| ۱۳۹۱      | کلاه‌قرمزی ۹۱       | ایرج طهماسب                   | صدای پیشهٔ پسرعمه زا | شبکه ۲ |
| ۱۳۹۰      | کلاه‌قرمزی ۹۰       | ایرج طهماسب                   | صدای پیشهٔ پسرعمه زا | شبکه ۲ |
| ۱۳۸۸      | کلاه‌قرمزی ۸۸       | ایرج طهماسب                   | صدای پیشهٔ پسرعمه زا | شبکه ۲ |
| ۱۳۸۷      | لطفاً دور نزنیم     | مهدی مظلومی                   |                     | شبکه ۵ |
| ۱۳۸۷      | مرد دوهزارچهره     | مهران مدیری                   | آقای بیگ‌زاده        | شبکه ۳ |
| ۱۳۸۵      | باغ مظفر           | مهران مدیری                   | عمو منصور           | شبکه ۳ |
| ۱۳۸۴      | شب‌های برره         | مهران مدیری                   | یاور طغرل           | شبکه ۳ |
| ۱۳۸۳–۸۸   | در چشم باد         | مسعود جعفری جوزانی            | محمود دژگیر         | شبکه ۱ |
| ۱۳۸۳      | قهر و آشتی         | احمد رمضان‌زاده                |                     | شبکه ۵ |
| ۱۳۸۲      | نقطه چین           | مهران مدیری                   | ددی جان             | شبکه ۳ |
| ۱۳۸۲      | رانت‌خوار کوچک      | حسین سهیلی‌زاده                | اسفندیار            | شبکه ۵ |
| ۱۳۸۱      | پاورچین            | مهران مدیری                   | طغرل                | شبکه ۵ |
| ۱۳۸۱      | آشتی کنان          | مجید صالحی                    |                     |        |
| ۱۳۸۰      | ماجراهای سرابی     | اسماعیل میهن دوست             |                     | شبکه ۱ |
| ۱۳۸۰      | چراغ جادو          | همایون اسعدیان و مسعود کرامتی |                     | شبکه ۱ |
| ۱۳۷۹      | نیستان             | حسین مختاری                   |                     | شبکه ۳ |
| ۱۳۷۹      | کمین               | مسعود کرامتی                  |                     | شبکه ۳ |
| ۱۳۷۹      | وکیل محله          | اسماعیل میهن دوست             |                     | شبکه ۱ |
| ۱۳۷۹      | داستان‌های نوروز    | مرضیه برومند                  |                     | شبکه ۱ |
| ۱۳۷۹      | نود شب             | مهران مدیری                   |                     | شبکه ۳ |
| ۱۳۷۹      | پلاک ۱۴            | مهران مدیری                   |                     | شبکه ۳ |
| ۱۳۷۸      | ببخشید شما؟        | مهران مدیری                   |                     | شبکه ۳ |
| ۱۳۷۷      | محاکمه             | حسن هدایت                     | هومن                | شبکه ۳ |
| ۱۳۷۵      | نوعی دیگر          | بهروز بقایی                   | بازیگر مهمان        | شبکه ۵ |
| ۱۳۷۴      | نابغه‌های قرن بیستم | حسین محب اهری                 |                     | شبکه ۳ |

### سینمایی
| سال  | نام فیلم                     | سمت    | کارگردان           |
| ---- | ---------------------------- | ------ | ------------------ |
| ۱۴۰۳ | صیاد                         | بازیگر | جواد افشار         |
| ۱۴۰۰ | آشوب                         | بازیگر | سید مصطفی آزاد     |
| ۱۳۹۹ | هولیا                        | بازیگر | مرتضی آتش زمزم     |
| ۱۳۹۸ | ورود و خروج ممنوع            | بازیگر | امید آقایی         |
| ۱۳۹۷ | بازیوو                       | بازیگر | امیرحسین قهرایی    |
| ۱۳۹۷ | کلوپ همسران                  | بازیگر | مهدی صباغ‌زاده      |
| ۱۳۹۶ | جاده قدیم                    | بازیگر | منیژه حکمت         |
| ۱۳۹۶ | خالتور                       | بازیگر | آرش معیریان        |
| ۱۳۹۵ | شکلاتی                       | بازیگر | سهیل موفق          |
| ۱۳۹۴ | آس و پاس                     | بازیگر | آرش معیریان        |
| ۱۳۹۴ | فصل نرگس                     | بازیگر | نگار آذربایجانی    |
| ۱۳۹۳ | خانه دختر                    | بازیگر | شهرام شاه‌حسینی     |
| ۱۳۹۳ | ایران برگر                   | بازیگر | مسعود جعفری جوزانی |
| ۱۳۹۲ | اینجا آسمان همیشه بارانی است | بازیگر | مهدی گلستانه       |
| ۱۳۹۰ | کلاه‌قرمزی و بچه‌ننه           | دوبلور | ایرج طهماسب        |
| ۱۳۸۸ | داماد خوش قدم                | بازیگر | کاظم راست‌گفتار     |
| ۱۳۸۷ | تاکسی نارنجی                 | بازیگر | ابراهیم وحیدزاده   |
| ۱۳۸۷ | کیش و مات                    | بازیگر | جمشید حیدری        |
| ۱۳۸۵ | بی وفا                       | بازیگر | اصغر نعیمی         |
| ۱۳۸۴ | شام عروسی                    | بازیگر | ابراهیم وحیدزاده   |
| ۱۳۸۲ | الهه زیگورات                 | بازیگر | رحمان رضایی        |
| ۱۳۸۱ | روز کارنامه                  | بازیگر | مسعود کرامتی       |
| ۱۳۷۷ | مردی از جنس بلور             | بازیگر | سعید سهیلی         |

### تئاتر
1. نیرنگ باری
2. لولوی عزیز من
3. میزان
4. خواستگاری
5. گوریل پشمالو
6. دلم دریا
7. زمانی برای کشتن
8. دزد و مهتاب
9. بار دیگر هابیل
10. شب بخیر سرهنگ

### شبکه خانگی
| نام          | سال       | کارگردان                    | توضیحات                                                                                     |
| ------------ | --------- | --------------------------- | ------------------------------------------------------------------------------------------- |
| رینگو        | ۱۴۰۳      | سعید پاک                    | پخش از پلتفرم نماوا                                                                         |
| اسکار        | ۱۴۰۳      | مهران مدیری                 | پخش از پلتفرم فیلیمو                                                                        |
| تی‌ان‌تی       | ۱۴۰۲      | حامد آهنگی                  | پخش از پلتفرم فیلیمو                                                                        |
| سودا         | ۱۴۰۰      | ایمان یزدی                  | پخش از تلویزیون‌های خانگی لنز، آیو و اپلیکیشن‌های ایرانسل و آپرا و همچنین آیگپ تی‌وی           |
| اسپینجر      | ۱۴۰۰      | علیرضا کریم زاده            | پخش از نمافیلم                                                                              |
| ساختمان ۵۶   | ۱۴۰۰      | سرنا عباسی و عرفان علیرضایی | پخش از گپ فیلم                                                                              |
| شب‌های مافیا  | ۱۳۹۹      | سعید ابوطالب                | فیلیمو یکی از شرکت کننده‌های فصل اول که در شب اول نقش مافیا و در دو شب بعدی نقش شهروند داشت. |
| ۱۳ شمالی     | ۱۳۹۷      | علیرضا امینی                |                                                                                             |
| آشوب         | ۱۳۹۶      | کاظم راست‌گفتار              | توزیع کننده: تصویر دنیای هنر                                                                |
| عطسه         | ۱۳۹۴      | مهران مدیری                 | در چند نقش                                                                                  |
| کوچه مروارید | ۱۳۹۳      | سعید سالارزهی               | ...........                                                                                 |
| شوخی کردم    | ۱۳۹۲      | مهران مدیری                 | توزیع‌کننده: گلرنگ رسانه در چندین نقش                                                        |
| قهوه تلخ     | ۱۳۸۹–۱۳۹۱ | مهران مدیری                 | توزیع‌کنندگان: گلرنگ پخش، گلپخش اول، پخش الوند او در نقش جهانگیر شاه دولو ایفای نقش کرد.     |
| بمب خنده     | ۱۳۸۹      | مهران مدیری                 | ....................                                                                        |
| گنج مظفر     | ۱۳۸۶      | مهران مدیری                 | توزیع کننده: گلرنگ رسانه در نقش منصور مظفر زرگنده                                           |
| فضانوردان    | ۱۳۸۵      | سیامک انصاری پیمان قاسم‌خانی | ...................                                                                         |